# 샤를 망쟁
샤를 에마뉘엘 마리 망쟁(프랑스어: Charles Emmanuel Marie Mangin, 1866년 7월 6일 ~ 1925년 5월 12일)은 제1차 세계 대전 당시 프랑스 육군을 이끌었던 장성 중 한 명이다.

## 초기 경력
샤를 망쟁은 1866년 7월 6일 자르부르에서 태어났다. 초기에 생시르 사관학교에 입학하지 못한 그는 1885년 제77보병연대에 입대했다. 1886년 그는 생시르 사관학교에 입학을 재신청해 사관생으로 들어갔다. 그는 1888년 소위로 진급했다. 그는 셰르부르에 위치한 제1해병보병연대에 입대했다. 이후 그는 수단으로 파견되어 장바티스트 마르샹 휘하에서 복무했다. 그는 이후 프랑스령 북아프리카의 일부였던 말리에서 경험을 쌓았다. 그는 말리의 링구아 프랑카였던 밤바라어를 배웠다. 그는 1892년 3번 부상을 입어 프랑스로 귀국했다. 이듬해 그는 레지옹 도뇌르 훈장을 받았다.
1898년, 망쟁은 마르샹을 따라 파쇼다 원정에 참여했다. 1900년 그는 레지옹 도뇌르 훈장을 한 등급 높은 것으로 받았고, 앙투아네트 샤를로트 망쟁과 결혼했다. 1901년부터 1904년까지 그는 통킹에 주둔한 대대의 지휘를 맡았다. 1905년 중령으로 진급한 이후 1906년부터 1908년까지 마리 미셸 알렉산드르 르네의 휘하에서 세네갈에서 복무했다. 1910년 그는 유럽에서의 전쟁에 대비해 프랑스 식민군의 사용을 촉구하는 "라 포스 누아르"를 출간했다.

## 제1차 세계 대전
제1차 세계 대전 동안 망쟁은 제2차 마른 전투에서 제10군의 사령관으로 진급해 미군과 프랑스군 모두를 지휘했다. 북아프리카 척후병의 적합성에 대한 신뢰를 통해, 프랑스군은 망쟁이 두려움이 없다고 믿었다. 전쟁 동안 망쟁은 1914년 샤를루아 전투와 1916년 베르됭 전투에서 주목할 만한 승리를 거두었지만, 망쟁은 극히 호전적인 성향으로 적 아군 모두에게 가혹하였기에 "도살업자"라는 별명을 얻었다. 유능한 장교로써의 그의 명성은 1917년 개시한 니벨 공세에서 재앙 수준의 피해를 봄으로써 크게 실추되었다. 이는 그가 로베르 니벨의 전략을 지지한 고위급 장교 중 한 명이었기 때문이다.
망쟁의 제6군은 니벨 공세에서 주요 공세의 예봉을 맡았고, 로베르 니벨이 주도한 공세의 주요 병력이였다. 니벨 공세 이후 프랑스의 참패의 책임을 지고 잠시 해임되기도 하였으나. 페르디낭 포슈가 필리프 페탱을 제치고 연합군 최고사령관으로 진급한 이후, 망쟁은 조르주 클레망소의 명령으로 소환되었고 서부 전선에서 프랑스 제10군의 지휘권을 인계받았다.
망쟁은 그의 평판에도 불구하고, 제10군은 제2차 마른 전투에서 연합군의 중요한 반격임무를 지휘하였으며. 이 전투에서의 성공으로 그는 명예를 크게 회복했다. 그는 또한 "당신이 무엇을 하든, 당신은 수많은 병력을 잃는다"는 구절로도 유명해졌다. 전쟁이 끝나갈 무렵 그는 노엘 에두아르 장군의 동부 집단군 휘하에서 복무하며 메스를 향해 진격했다.